# Augusto Fernández (Fußballspieler)
Augusto Matías Fernández (* 10. April 1986 in Pergamino) ist ein argentinischer ehemaliger Fußballspieler.

## Karriere

### Im Verein
Bis 2006 spielte Augusto Fernández in den Nachwuchsmannschaften von River Plate in Buenos Aires. Zum Auftakt der Clausura 2006 wurde er bei einem 5:0-Sieg gegen Tiro Federal erstmals in der Primera División eingesetzt und bereits zwei Spieltage später gab er sein Startelfdebüt. Von da an war der Rechtsaußen Stammspieler und kam auf 14 Einsätze in der Halbserie. Auch in den folgenden Jahren blieb er eine feste Größe in der Mannschaft des Hauptstadtclubs. 2008 gewann er die Clausura und damit den 36. Meistertitel des Vereins.
Im Sommer 2009 folgte dann der erste Wechsel nach Europa. der französische Verein AS Saint-Étienne nahm den Argentinier unter Vertrag. Zwar stand er bereits in den ersten Partien in der Startelf, er konnte sich aber in der Ligue 1 nicht behaupten und kehrte nach einem Jahr wieder in seine Heimat zurück.
Dort schloss sich Fernández dem ebenfalls aus der Hauptstadt Buenos Aires stammenden Club Vélez Sarsfield an. Der größte Erfolg dort war sein zweiter Meistertitel in der Clausura 2011. Beim Copa Libertadores 2011 erreichte er mit dem Verein das Halbfinale und im Jahr darauf noch einmal das Viertelfinale. Bei der Copa Sudamericana 2011 war ebenfalls im Halbfinale Schluss.
Zur Saison 2012/13 zeigte dann der spanische Erstligaaufsteiger Celta Vigo Interesse an dem Mittelfeldspieler und holte ihn zum zweiten Mal nach Europa. Bei den Galiciern etablierte sich Augusto Fernández sofort als Rechtsaußen und spielte 36 der 38 Saisonspiele. Dazu erzielte er sechs Tore und bereitete vier weitere vor. An diese Leistung konnte er auch in der folgenden Saison anschließen.
Am 1. Januar 2016 wechselte Fernández zu Atlético Madrid. Er erhielt einen bis zum 30. Juni 2019 datierten Dreieinhalbjahresvertrag.
Am 31. Januar 2018 wechselte Fernández für eine Ablösesumme von 4,5 Millionen Euro in die China League One zu Beijing Renhe. Nach zwei Jahren in China verließ er den Verein im Januar. Im Anschluss war er ungefähr ein halbes Jahr vereinslos, bevor er sich im Juni 2020 dem FC Cádiz anschloss. Dort beendete Fernández  2021 seine Karriere.

### Nationalmannschaft
Nachdem Augusto Fernández zum zweiten Mal den Meistertitel gewonnen und mit Vélez Sarsfield auch in den südamerikanischen Vereinswettbewerben international erfolgreich gewesen war, wurde man auch in der argentinischen Fußballnationalmannschaft auf ihn aufmerksam. Am 14. September 2011 gab er sein Debüt als Nationalspieler in einem Freundschaftsspiel gegen Brasilien. Beim Rückspiel zwei Wochen später war er ebenfalls vertreten, danach dauerte es aber über ein Jahr bis zu seiner nächsten Berufung.
Ab 2013 spielte Fernández öfter im Nationaltrikot, aber nur einmal wurde er in einem Punktspiel eingesetzt. Es war das letzte Spiel in der Qualifikation für die Fußball-Weltmeisterschaft 2014, als Argentinien bereits als Gruppensieger feststand. Danach wurde er aber auch zur unmittelbaren WM-Vorbereitung eingeladen und bekam einen Platz im 23-Mann-Kader seines Landes für das Turnier. Sein letztes Spiel für die Nationalmannschaft bestritt er 2016 im Rahmen der Copa América Centenario.

## Erfolge
- Argentinischer Meister Clausura 2008 mit River Plate
- Argentinischer Meister Clausura 2011 mit Vélez Sársfield
- Vizeweltmeister: 2014